# Tre amici
Tre amici è un romanzo di Mario Tobino pubblicato per la prima volta nel 1988. Narra le vicende di vita dell'autore e degli amici fraterni Mario Pasi e Aldo Cucchi, dagli studi di Medicina a Bologna, alla seconda guerra mondiale e alla Resistenza fino all'uscita di Cucchi dal Partito Comunista Italiano.